# فريدي باركر
فريدي باركر (بالإنجليزية: Freddie Parker)‏ هو لاعب كرة قدم أمريكية أمريكي، ولد في 6 يوليو 1962.